# Списък на шахматисти
Тази страница представлява списък на известни шахматисти. Имената са подредени по азбучен ред на фамилните имена. В китайските имена фамилията е в началото на името. За неофициална ранглиста на водещи шахматисти („супер“ гросмайстори) вижте Върхови ЕЛО постижения в шахмата

## А
- Фарид Аббасов, (Азербайджан, р. 1979)
- Нодирбек Абдусатаров, (Узбекистан, р. 2004)
- Сурен Абрамян (СССР, 1910 – 1982)
- Юрий Авербах (СССР/Русия, р. 1922)
- Майкъл Адамс (Великобритания, р. 1971)
- Ахмед Адли (Египет, р. 1987)
- Андраш Адорян (Унгария, 1950 – 2023)
- Владимир Акопян (Армения, р. 1971)
- Катрин Аладжова (България, р. 1971)
- Венелин Алайков (България, 1933 – 2007)
- Адолф Албин (Румъния, 1848 – 1920)
- Лев Албурт (СССР/САЩ, р. 1945)
- Нана Александрия (СССР/Грузия, р. 1949)
- Алексей Александров (СССР/Беларус, р. 1973)
- Евгений Алексеев (Русия, р. 1985)
- Александър Алехин (Русия/СССР/Франция, 1892 – 1946)
- Басем Амин (Египет, р. 1988)
- Вишванатан Ананд (Индия, р. 1969)
- Ашот Анастасян (Армения, р. 1964)
- Адолф Андерсен (Германия, 1818 – 1879)
- Завен Андриасян (Армения, р. 1989)
- Левон Аронян (Армения, р. 1982)
- Венка Асенова (България, 1930 – 1986)
- Карен Асрян (Армения, 1982 – 2008)
- Екатерина Аталик (Русия/Турция, р. 1982)
- Суат Аталик (Турция, р. 1964)
- Елена Ахмиловска (СССР/САЩ, 1957 – 2012)
- Анна Ахшарумова (СССР/САЩ, р. 1957)
- Петер Ач (Унгария, р. 1981)

## Б
- Рашад Бабаев (Азербайджан, р. 1981)
- Камила Багинскайте (СССР/Литва/САЩ, р. 1967)
- Владимир Багиров (СССР/Латвия, 1936 – 2000)
- Илия Балинов (България/Австрия, р. 1966)
- Христос Баникас (Гърция, р. 1978)
- Евгений Бареев (СССР/Русия, р. 1966)
- Стефи Бедникова (България, р. 1986)
- Людмила Белавенец (СССР/Русия, 1940 – 2021)
- Сергей Белавенец (СССР, 1910 – 1942)
- Яна Белин (Чехословакия/Великобритания, р. 1947)
- Александър Белявски (Украйна/Словения, р. 1953)
- Пал Бенкьо (Унгария/САЩ, 1928 – 2019)
- Елизавета Бикова (СССР, 1913 – 1989)
- Милко Бобоцов (България, 1931 – 2000)
- Ефим Боголюбов (Украйна/СССР/Германия, 1889 – 1952)
- Деян Божков (България, р. 1977)
- Исак Болеславски (Русия/СССР, 1919 – 1977)
- Виктор Бологан (СССР/Молдова, 1971)
- Игор Бондаревски (Русия/СССР, 1913 – 1979)
- Валентина Борисенко (СССР, 1920 – 1993)
- Георги Борисенко (СССР, 1922 – 2012)
- Борислава Борисова (България/Швеция, р. 1951)
- Михаил Ботвиник (СССР/Русия, 1911 – 1995)
- Саркис Бохосян (България, р. 1941)
- Уолтър Браун (Австралия/САЩ, р. 1949)
- Давид Бронщайн (СССР/Русия, 1924 – 2006)
- Бу Сянджъ (Китай, р. 1985)
- Луи дьо ла Бурдоне (Франция, 1795 – 1840)
- Максим Бурханларски (България, р. 1935)
- Доналд Бърн (САЩ, 1930 – 1976)
- Робърт Бърн (САЩ, 1928 – 2013)

## В
- Рафаел Ваганян (СССР/Армения, р. 1951)
- Золтан Варга (Унгария, р. 1970)
- Милен Василев (България, р. 1978)
- Ван Юе (Китай, р. 1987)
- Максим Вашие-Лаграв (Франция, р. 1990)
- Вей И (Китай, р. 1999)
- Петър Великов (България, р. 1951)
- Мария Велчева (България, р. 1976)
- Борис Верлински (Украйна/СССР, 1888 – 1950)
- Ива Виденова (България, р. 1987)
- Милан Видмар (Австро-Унгария/Югославия, 1885 – 1962)
- Найден Войнов (България, 1895 – 1982)
- Маргарита Войска (България, р. 1963)
- Лариса Волперт (СССР/Естония, 1926 – 2017)
- Алексей Въжманавин (СССР/Русия, 1960 – 2000)

## Г
- Виктор Гавриков (СССР/Швейцария/Литва р. 1957)
- Цвета Галунова (България, р. 1995)
- Алиса Галлямова (СССР/Украйна/Русия, р. 1972)
- Нона Гаприндашвили (СССР/Грузия р. 1941)
- Вугар Гашимов (Азербайджан, 1986 – 2014)
- Ефим Гелер (СССР/Украйна, 1925 – 1998)
- Борис Гелфанд (Беларус/Израел р. 1968)
- Петър Генов (България, р. 1970)
- Любка Генова (България, р. 1983)
- Веселин Георгиев (България, р. 1975)
- Владимир Георгиев (България, р. 1975)
- Кирил Георгиев (България, р. 1965)
- Крум Георгиев (България, р. 1958)
- Антонина Георгиева-Драгашевич (България, р. 1948)
- Флорин Георгиу (Румъния, р. 1944)
- Георги Гешев (България, 1903 – 1937)
- Аниш Гири (Русия/Нидерландия, р. 1994)
- Светозар Глигорич (Югославия/Сърбия, 1923 – 2012)
- Александър Голдин (СССР/Русия/Израел/САЩ, р. 1965)
- Александра Горячкина (Русия, р. 1998)
- Румяна Гочева (България, р. 1957)
- Соня Граф-Стивенсон (Германия/САЩ, 1908 – 1965)
- Джоакино Греко (Италия, 1600 – 1634)
- Хелги Гретарсон (Исландия, 1977)
- Ефстратиос Гривас (Гърция, р. 1966)
- Григор Григоров (България, р. 1987)
- Аветик Григорян (Армения, р. 1989)
- Александър Гришчук (СССР/Русия, р. 1983)
- Сергей Гродзенски (СССР/Русия, р. 1944)
- Нина Грушкова-Белская (Чехословакия/Чехия, 1925 – 2015)
- Ернст Грюнфелд (Австрия, 1882 – 1963)
- Видит Сантош Гуджрати (Индия, р. 1994)
- Намиг Гулиев (Азербайджан, р. 1974)
- Борис Гулко (СССР/САЩ, р. 1947)
- Исидор Гунсберг (Великобритания, 1854 – 1930)
- Дмитри Гуревич (СССР/САЩ, р. 1956)
- Михаил Гуревич (СССР/Белгия/Турция, р. 1959)
- Гадир Гусеинов (Русия/Азербайджан, р. 1986)
- Едуард Гуфелд (СССР/Грузия/САЩ, 1936 – 2002)

## Д
- Димитър Данчев (България, 1912 – ?)
- Артър Дейк (САЩ, 1910 – 2000)
- Александър Делчев (България, р. 1971)
- Арнолд Денкер (САЩ, 1914 – 2005)
- Емилия Джингарова (България, р. 1978)
- Роман Джинджихашвили (СССР/Израел/САЩ, р. 1944)
- Джао Сюе (Китай, р. 1985)
- Джу Чън (Китай/Катар, р. 1976)
- Нана Дзагнидзе (Грузия, р. 1987)
- Дзю Уъндзюн (Китай, р. 1991)
- Горан Диздар (Югославия/Хърватия, р. 1958)
- Владимир Димитров (България, р. 1968)
- Кръстю Димитров (България, 1916 – 1999)
- Дин Исин (Китай, р. 1991)
- Максим Длуги (САЩ, р, 1966)
- Лейниер Домингез Перез (Куба/САЩ, р, 1983)
- Гукеш Доммараджу (Индия, р. 2006)
- Йосиф Дорфман (СССР/Франция, р. 1952)
- Димитър Дончев (България, р. 1958)
- Димитър Дочев (България, р. 1975)
- Петър Дренчев (България, р. 1977)
- Харика Дронавали (Индия, р. 1991)

## Е
- Лари Еванс (САЩ, 1932 – 2010)
- Макс Еве (Нидерландия, 1901 – 1981)
- Александър Евенсон (Руска империя, 1892 – 1919)
- Арджун Еригайси (Индия, р. 2003)
- Евгени Ерменков (България/Палестина, р. 1949)
- Алексей Ермолински (СССР/САЩ, р. 1958)
- Яков Eстрин (СССР, 1923 – 1987)

## Ж
- Наталия Жукова (Украйна, р. 1979)

## З
- Пабло Зарницки (Аржентина, р. 1972)
- Татяна Затуловская (СССР/Русия/Израел, 1935 – 2017)
- Кира Зворикина (СССР/Русия, 1919 – 2014)
- Азер Зейнали (СССР/Азербайджан, 1930 – 2010)
- Фридрих Земиш (Германия, 1896 – 1975)
- Анна Затонских (САЩ/Украйна, р. 1978)
- Николай Зубарев (СССР, 1894 – 1951)

## И
- Антония Иванова (България, 1930 – 2004)
- Василий Иванчук (СССР/Украйна, р. 1969)
- Борислав Ивков (Югославия/Сърбия, 1933 – 2022)
- Кирсан Илюмжинов (СССР/Калмикия, р. 1962)
- Ернесто Инаркиев (Русия, р. 1985)
- Александър Инджич (Сърбия, р. 1995)
- Венцислав Инкьов (България, р. 1956)

## Й
- Арсен Йегиазарян (Армения, р. 1970)
- Огнен Йованич (Хърватия, р. 1978)
- Нана Йоселиани (СССР/Грузия, р. 1962)
- Валентин Йотов (България, р. 1988)

## К
- Любомир Кавалек (САЩ, 1943 – 2021)
- Григори Кайданов (СССР/САЩ, р. 1959)
- Живко Кайкамджозов (България, 1931 – 2012)
- Михаил Кантарджиев (България, 1910 – 2002)
- Гата Камски (Русия/САЩ, р. 1974)
- Хосе Раул Капабланка (Куба, 1888 – 1942)
- Жулио Каплан (Пуерто Рико/САЩ, р. 1950)
- Калин Каракехайов (България, р. 1986)
- Емил Карастойчев (България, 1916 – 1997)
- Магнус Карлсен (Норвегия, р. 1990)
- Анатолий Карпов (Русия, р. 1951)
- Сергей Карякин (Украйна р. 1990)
- Фабиано Каруана (САЩ/Италия, р. 1992)
- Рустам Касимджанов (Узбекистан, р. 1979)
- Гари Каспаров (СССР/Русия/Хърватия, р. 1963)
- Паул Керес (Естония/СССР, 1916 – 1975)
- Александър Кипров (България, 1916 – 2000)
- Нино Киров (България, 1945 – 2008)
- Ханс Кмох (Австрия/САЩ, 1894 – 1974)
- Зденко Кожул (Югославия/Босна и Херцеговина/Хърватия, р. 1966)
- Спас Кожухаров (България, р. 1980)
- Силвия Алексиева-Кола (България, р. 1974)
- Атанас Коларов (България, 1934 – 2016)
- Атанас Колев (България, р. 1967)
- Павел Кондратиев (СССР, 1924 – 1984)
- Хъмпи Конеру (Индия, р. 1987)
- Александър Константинополски (СССР, 1910 – 1990)
- Виктор Корчной (СССР/Швейцария, 1931 – 2016)
- Надежда Косинцева (Русия, р. 1985)
- Татяна Косинцева (Русия, р. 1986)
- Александра Костенюк (Русия/Швейцария, р. 1984)
- Тигран Котанджян (Армения, р. 1981)
- Александър Котов (Русия, 1913 – 1981)
- Василиос Котрониас (Гърция, р. 1964)
- Гари Кошницки (Австралия, 1907 – 1999)
- Пиа Крамлинг (Швеция, р. 1963)
- Владимир Крамник (Русия, р. 1975)
- Лари Кристиянсен (САЩ, р. 1956)
- Белослава Кръстева (България, р. 2004)
- Сергей Кудрин (СССР/САЩ, р. 1959)
- Генадий Кузмин (Русия, 1946 – 2020)
- Даворин Куляшевич (Хърватия, р. 1986)
- Боян Курайца (Югославия/Босна и Херцеговина/Хърватия, р. 1947)
- Алла Кушнир (СССР/Израел, 1941 – 2013)

## Л
- Бент Ларсен (Дания, 1935 – 2010)
- Емануел Ласкер (Германия/САЩ, 1868 – 1941)
- Катерина Лахно (Украйна, р. 1989)
- Григорий Левенфиш (СССР, 1889 – 1961)
- Ирина Левитина (СССР/САЩ, р. 1954)
- Лей Тинджие (Китай, р. 1997)
- Анатолий Лейн (СССР/САЩ, 1931 – 2018)
- Гари Лейн (Австралия, р. 1964)
- Петер Леко (Унгария, р. 1979)
- Татяна Лемачко (Швейцария/България, р. 1948)
- Левенте Лендел (Унгария, 1933 – 2014)
- Владимир Лепьошкин (СССР/Русия, 19375 – 2013)
- Дин Лирен (Китай, р. 1992)
- Андор Лилиентал (Унгария/СССР, 1911 – 2010)
- Уилям Ломбарди (САЩ, 1937 – 2017)
- Руи Лопес де Сегура (Испания, 1530 – 1580)
- Валентин Луков (България, р. 1955)
- Любомир Любоевич (Югославия, р. 1950)

## М
- Илдико Мадл (Унгария, р. 1969)
- Антъни Майлс (Великобритания, р. 1955)
- Владимир Макогонов (СССР, р. 1904)
- Хайнрих Макс (България, 1906 – ?)
- Андрей Малчев (България, 1915 – 1994)
- Ниджат Мамедов (Азербайджан, р. 1985)
- Рауф Мамедов (Азербайджан, р. 1988)
- Шахрияр Мамедяров (Азербайджан, р. 1985)
- Геза Мароци (Унгария, 1870 – 1951)
- Франк Маршал (САЩ, 1877 – 1944)
- Атанасиос Мастровасилис (Гърция, р. 1979)
- Александър Матанович (Югославия/Сърбия, 1930 – 2023)
- Милан Матулович (Югославия/Сърбия, 1935 – 2013)
- Миряна Медич (Югославия/Хърватия, р. 1964)
- Едмар Меднис (САЩ, 1937 – 2002)
- Енрике Мекинг (Бразилия, р. 1952)
- Вера Менчик (Русия/Чехословакия/Великобритания, 1906 – 1944)
- Жак Мизес (Германия, 1865 – 1954)
- Игор Миладинович (Сърбия, р. 1974)
- Здравко Милев (България, 1929 – 1984)
- Вадим Милов (Швейцария, р. 1972)
- Ара Минасян (Армения, р. 1974)
- Арташес Минасян (Армения, р. 1967)
- Николай Минев (България, р. 1931)
- Лилит Мкъртчан (Армения, р. 1982)
- Карен Мовсисян (Армения, р. 1963)
- Олег Моисеев (СССР/Русия, 1925 – 2002)
- Александър Морозевич (Русия, р. 1977)
- Пол Чарлс Морфи (САЩ, 1837 – 1884)
- Анна Музичук (Украйна, р. 1990)
- Мария Музичук (Украйна, р. 1992)

## Н
- Давид Навара (Чехия, р. 1985)
- Ашот Наданян (Армения, р. 1972)
- Аркадий Найдич (Латвия/Германия/Азербайджан/България, р. 1985)
- Мигел Найдорф (Полша/Аржентина, 1910 – 1997)
- Хикару Накамура (САЩ, р. 1987)
- Вера Неболсина (СССР/Русия, р. 1989)
- Ян Непомнящий (Русия, р. 1990)
- Олег Нейкирх (България, 1914 – 1985)
- Александър Никитин (СССР/Русия, 1935 – 2022)
- Ни Хуа (Китай, р. 1983)
- Яков Нейщадт (СССР/Русия/Израел, 1923 – 2023)
- Йоанис Николаидис (Гърция, 1971)
- Момчил Николов (България, р. 1985)
- Адриана Николова (България, р. 1988)
- Николай Нинов (България, р. 1969)
- Арон Нимцович (Латвия/Дания, 1886 – 1935)
- Игор Новиков (САЩ/Украйна, р. 1962)

## О
- Вячеслав Оснос (СССР/Русия, 1935 – 2009)
- Фридрик Оулафсон (Исландия, р. 1935)

## П
- Младен Палац (Хърватия, р. 1971)
- Сам Палатник (СССР/САЩ, р. 1950)
- Валентин Панбукчиян (България, р. 1956)
- Оскар Пано (Аржентина, р. 1935)
- Леван Панцулая (Грузия, р. 1986)
- Йоанис Папайоану (Гърция, р. 1976)
- Бруно Парма (Югославия/Словения, р. 1941))
- Арман Пашикян (Армения, р. 1987)
- Пейчо Пеев (България, 1940 – 2007)
- Вера Пейчева-Юргенс (България/Германия, р. 1969)
- Гергана Пейчева (България, р. 2003)
- Владимир Петков (България, р. 1971)
- Петко Петков (България, 1942 – 2024)
- Александър Петров (Руска империя, 1794 – 1867)
- Мариян Петров (България, р. 1975)
- Петър Петров (България, 1919 – 2005)
- Тигран Вартанович Петросян (Армения, 1929 – 1984)
- Тигран Л. Петросян (Армения, р. 1984)
- Елизабет Пец (Германия, р. 1985)
- Херман Пилник (Германия/Аржентина 1914 – 1981)
- Вася Пирц (Югославия, 1907 – 1980)
- Камен Писков (България, 1909 – 1972)
- Наталия Погонина (Русия, р. 1985)
- Жужа Полгар (Унгария/САЩ, р. 1969)
- София Полгар (Унгария/Израел, р. 1974)
- Юдит Полгар (Унгария, р. 1976)
- Джулио Чезаре Полерио (Италия, 1548 – 1612)
- Лев Полугаевски (СССР/Русия, 1934 – 1995)
- Абрам Поляк (СССР/Русия, 1902 – 1996)
- Руслан Пономарьов (Украйна р. 1983)
- Доменико Лоренцо Понциани (Италия, 1719 – 1796)
- Владилен Попов (България, 1935 – 2007)
- Любен Попов (България, р. 1936)
- Милко Попчев (България, р. 1964)
- Лайош Портиш (Унгария, р. 1937)
- Александър Предке (Русия/Сърбия, р. 1994)
- Лев Псахис (Русия, р. 1958)
- Никола Пъдевски (България, 1933 – 2023)

## Р
- Абрам Рабинович (Русия/СССР, 1878 – 1943)
- Иля Рабинович (Русия/СССР, 1891 – 1942)
- Виктория Радева (България, р. 2001)
- Теймур Раджабов (Азербайджан, р. 1987)
- Иван Радулов (България, р. 1939)
- Юлиян Радулски (България, р. 1972)
- Елица Раева (България, р. 1987)
- Рихард Рапорт (Унгария/Румъния/Унгария, р. 1996)
- Нухим Рашковски (СССР/Русия, р. 1946)
- Рихард Рети (Австро-Унгария/Чехословакия, 1889 – 1929)
- Самуел Решевски (САЩ, 1911 – 1982)
- Золтан Рибли (Унгария, р. 1951)
- Курт Рихтер (Германия, 1900 – 1969)
- Олег Романишин (Русия, р. 1952)
- Исаак Романов (СССР/Русия, 1920 – 1993)
- Петър Романовски (Русия/СССР, 1892 – 1964)
- Николас Росолимо (Франция/САЩ, 1910 – 1975)
- Руан Луфей (Китай, р. 1987)
- Акиба Рубинщайн (Полша, 1882 – 1961)
- Сергей Рубльовски (СССР/Русия, р. 1974)
- Олга Рубцова (СССР, 1909 – 1994)
- Людмила Руденко (СССР, 1904 – 1986)
- Красимир Русев (България, р. 1983)
- Николай Рюмин (СССР, 1908 – 1942)

## С
- Ласло Сабо (Унгария, 1917 – 1998)
- Владимир Савон (СССР/Украйна, 1940 – 2005)
- Константин Сакаев (Русия, р. 1974)
- Гюла Сакс (Унгария, р. 1951)
- Иван Салабашев (България, 1853 – 1924)
- Нургюл Салимова (България, р. 2003)
- Алексей Сарана (Русия/Сърбия, р. 2000)
- Габриел Саргисян (Армения, р. 1983)
- Елтай Сафарли (Азербайджан, р. 1992)
- Евгений Свешников (СССР/Латвия/Русия, 1950 – 2021)
- Пьотър Свидлер (Русия, р. 1976)
- Мари Себаг (Франция, р. 1986)
- Ясер Сейраван (САЩ, р. 1960)
- Тервел Серафимов (България, р. 1978)
- Григори Серпер (СССР/Узбекистан/САЩ, р. 1969)
- Спиридон Скембрис (Гърция, р. 1958)
- Василий Смислов (СССР/Русия, 1921 – 2010)
- Сие Дзюн (Китай, р. 1970)
- Андрей Соколов (СССР/Франция, р. 1963)
- Андрю Солтис (САЩ, р. 1947)
- Борис Спаски (Русия/Франция, р. 1937)
- Васил Спасов (България, р. 1971)
- Любен Спасов (България, р. 1943)
- Никола Спиридонов (България, 1938 – 2021)
- Людмил Ставрев (България, р. 1982)
- Антоанета Стефанова (България, р. 1979)
- Стефан Стойнов (България, р. 1962)
- Ефим Столяр (СССР/Русия, 1923 – 2009)
- Алексей Суетин (СССР/Русия, 1926 – 2001)
- Сю Юхуа (Китай, р. 1976)

## Т
- Марк Тайманов (СССР/Русия, 1926 – 2016)
- Михаил Тал (СССР/Латвия, 1936 – 1992)
- Тен Чжони (Китай, р. 1991)
- Аршавир Таниелян (България, 1910 – 1978)
- Зигберт Тараш (Германия, 1862 – 1934)
- Савелий Тартаковер (Полша, 1887 – 1956)
- Ян Тиман (Нидерландия, р. 1951)
- Тихомир Тичко (България, р. 1979)
- Евгений Томашевский (Русия, р. 1987)
- Тодор Тодоров (България, р. 1974)
- Паунка Тодорова (България, р. 1930)
- Веселин Топалов (България, р. 1975)
- Юрий Тошев (България, 1907 – 1975)
- Теодор Траянов (България, 1882 – 1945)
- Георги Трингов (България, 1937 – 2000)
- Еухенио Торе (Филипини, р. 1951)
- Карлос Торе Репето (Мексико, 1905 – 1978)

## У
- Уан Хао (Китай, р. 1989)
- Пентала Харикришна (Индия, р. 1986)
- Майкъл Уилдър (САЩ, 1962)
- Волфганг Улман (ГДР/Германия, 1935 – 2020)
- Анна Ушенина (Украйна, р. 1985)
- Дзю Уъндзюн (Китай, р. 1991)

## Ф
- Рубен Файн (САЩ, 1914 – 1993)
- Елена Фаталибекова (СССР/Русия, р. 1947)
- Сергей Федорчук (Украйна, р. 1981)
- Андре Деникен Филидор (Франция, 1726 – 1795)
- Мирослав Филип (Чехия, р. 1928)
- Валерий Филипов (СССР/Русия, р. 1974)
- Ник де Фирмиан (САЩ, р. 1957)
- Алиреза Фирузджа (Иран/Франция, р. 2003)
- Александър Фишбейн (САЩ, р. 1968)
- Роберт Фишер (САЩ/Исландия, 1943 – 2008)
- Янош Флеш (Унгария, 1933 – 1983)
- Сало Флор (Чехословакия/Русия, 1908 – 1983)
- Жак Франсез (България, 1912 – ?)
- Герман Фридщейн (СССР/Русия, 1911 – 2001)
- Джон Фьодорович (САЩ, р. 1958)

## Х
- Стелиос Халкиас (Гърция, р. 1980)
- Курт Хансен (Дания, р. 1964)
- Пентала Харикришна (Индия, р. 1986)
- Фердинанд Хелерс (Швеция, р. 1969)
- Фенни Хемскерк (Нидерландия, 1919 – 2007)
- Фердинанд Хоринек (България, 1896 – 1982)
- Властимил Хорт (Чехословакия/Германия, р. 1944)
- Карой Хонфи (Унгария, 1930 – 1996)
- Каролина Хонфи (Унгария, 1933 – 2010)
- Хоу Ифан (Китай, р. 1994)
- Хуан Циен (Китай, р. 1986)
- Вернер Хуг (Швейцария, р. 1952)
- Роберт Хюбнер (ГФР/Германия, р. 1948)

## Ц
- Александър Цветков (България, 1914 – 1990)
- Огнен Цвитан (Югославия/Хърватия, р. 1961)
- Виталий Цешковски (Русия, р. 1944)
- Ци Гуо (Китай, р. 1995)
- Йохан Цукерторт (Полша/Великобритания, 1842 – 1888)

## Ч
- Борис Чаталбашев (България, р. 1974)
- Иван Чепаринов (България, р. 1986)
- Александър Чернин (СССР/Унгария р. 1960)
- Валери Чехов (СССР/Русия р. 1955)
- Мая Чибурданидзе (СССР/Грузия р. 1961)
- Михаил Чигорин (Русия, 1850 – 1908)
- Теодор Чипев (България, р. 1940)
- Виктория Чмилите (Литва, р. 1983)
- Гълъбина Чокова (България, р. 1959)
- Ищван Чом (Унгария, 1940 – 2021)

## Ш
- Тал Шакед (САЩ, р. 1978)
- Леонид Шамкович (СССР/САЩ, 1923 – 2005)
- Анте Шарич (Хърватия, р. 1984)
- Весмина Шикова (България, р. 1951)
- Алексей Широв (Латвия/Испания р. 1972)
- Карл Шлехтер (Австрия, 1874 – 1918)
- Найджъл Шорт (Великобритания, р. 1965)
- Рудолф Шпилман (Австро-Унгария/Австрия, 1883 – 1943)
- Юрий Шулман (САЩ, р. 1975)
- Шън Ян (Китай, р. 1989)

## Щ
- Вилхелм Щайниц (Австрия/САЩ, 1836 – 1900)
- Гидеон Щалберг (Швеция, 1908 – 1967)
- Леонид Щейн (СССР-Украина, 1934 – 1973)

## Ю
- Леонид Юдасин (СССР/Израел, р. 1956)
- Михаил Юдович (СССР/Русия, 1911 – 1987)
- Артур Юсупов (Русия/Германия, р. 1960)

## Я
- Дмитрий Яковенко (Русия, р. 1983)
- Евгени Янев (България, р. 1973)
- Властимил Янса (Чехословакия, р. 1942)

| Портал | Портал „Шахмат“ съдържа още статии, свързани с играта-спорт. Можете да се включите към Уикипроект „Шахмат“. |